# گی فاندرسمیسن
گی فاندرسمیسن (هلندی: Guy Vandersmissen؛ زادهٔ ۲۵ دسامبر ۱۹۵۷) بازیکن فوتبال اهل بلژیک بود.
از باشگاه‌هایی که در آن بازی کرده‌است می‌توان به باشگاه فوتبال استاندارد لیژ اشاره کرد.
وی همچنین در تیم ملی فوتبال بلژیک بازی کرده‌است.